# Neuhaus (Korutany)
Neuhaus (slovinsky Suha) je obec v rakouské spolkové zemi Korutany, jihovýchodně od Klagenfurtu, v okresu Völkermarkt, asi 4 km od hranic se Slovinskem. Žije zde přibližně 1 000 obyvatel.

## Geografie
Obec Neuhaus se nachází v nejvýchodnější části údolí Jaun, jižně od řeky Drávy.
Hlavní část obce, ves Neuhaus, se nachází asi 4 km vzdušnou čarou od hranic Rakouska se Slovinskem. Obec hraničí se Slovinskem na jihu na jihovýchodě.

### Části obce
Obec je tvořeno sedmi katastrálními území Neuhaus, Graditschach Berg ob Leifling, Leifling, Pudlach, Heiligenstadt a Schwabegg. Obec se skládá z následující 16 částí (v závorce používané slovinské varianty) (počet obyvatel dle sčítání v roce 2011):
| - Bach (Potoče) (66) - Berg ob Leifling (Libeliška gora) (21) - Draugegend (Pri Dravi) (0) - Graditschach (Gradiče) (32) - Hart (Dobrava) (71) - Heiligenstadt (Sveto Mesto) (19) - Illmitzen (Ivnik) (34) - Kogelnigberg (Kogelska Gora) (25) | - Leifling (Libeliče) (26) - Motschula (Močula) (85) - Neuhaus (Suha) (127) - Oberdorf (Gornja vas) (57) - Pudlach (Podlog) (293) - Schwabegg (Žvabek) (186) - Unterdorf (Dolnja vas) (31) - Wesnitzen (Beznica) (30) |

### Sousední obce
Obec sousedí na severovýchodě s obcí Ruden, na severu s městečkem Lavamünd, na jihovýchodě se slovinskou občinou Dravograd, na jihu se slovinskou občinou Ravne na Koroškem a na jihozápadě s městečkem Bleiburg.

## Historie

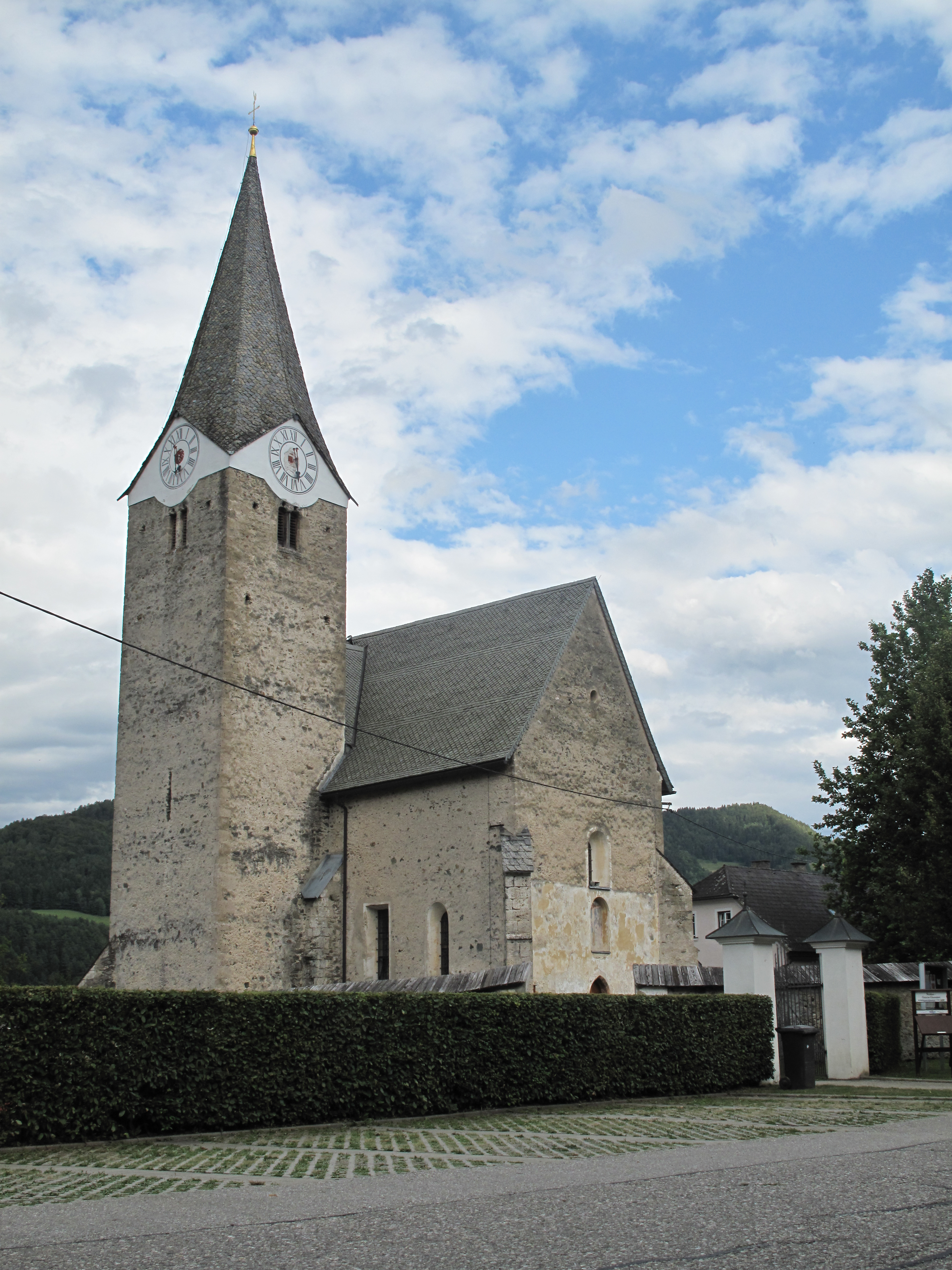
kostel v Neuhausu

Neuhaus (Newenhavse) je poprvé zmíněn v roce 1288; osada Leifling je poprvé připomínána v roce 1154 jako Liwuelich a osada Schwabegg jako Castrum Swabec v roce 1212. Koncem 13. století postavil hrabě z Heunburgu zámek Neuhaus.
V roce 1958 současná obec Neuhaus vznikla spojením původně samostatných obcí Leifling a Schwabegg.

## Obyvatelstvo
Podle statistiky má obec k 1. lednu 2016 celkem 1025 obyvatel, z nichž 96,9 % jsou Rakušané a 1,0 % Němci. Celkem 13,2 % jsou korutanští Slovinci.
Celkem 96,5 % populace se hlásí k římským katolíkům a 1,4 % jsou luteráni. Celkem 1,3 % je bez vyznání.

## Pamětihodnosti
- Hrad Neuhaus
- Zámek Leifling
- Zemědělské muzeum Patek-Mühle
- Poutní kostel v Heiligenstadtu
- Muzeum Liaunig (soukromé umělecké muzeum)

## Politika

### Městská rada
Městská rada má 15 členů a je strukturována po komunálních volbách v roce 2015 takto:
- Sociálnědemokratická strana Rakouska - 6
- Rakouská lidová strana - 4
- Liste Neuhaus-Suha - 3
- Svobodná strana Rakouska - 2

Starostou, který je volený přímo, je Gerhard Visotschnig (Sociálnědemokratická strana).

### Symboly
Na znaku Neuhausu je zlatá věž hradu (dnešní Hrad Neuhaus) a tři zlaté hvězdy rodu Heunburgerů, kteří je měli ve svém erbu a měli své mocenské centrum v jihovýchodní části údolí Jaun. Zlatý pluh představuje zemědělství jako historickou a v současné době jako nejdůležitější ekonomickou aktivitu v obci.
Vlajka je modrá a žlutá a nese znak.
Znak a vlajka byly přijaty obcí dne 2. června 1980.